# Wört
Pour les articles ayant des titres homophones, voir Wörth, Woerth et Wœrth.
Wört est une commune de Bade-Wurtemberg (Allemagne), située dans l'arrondissement d'Ostalb, dans la région de Wurtemberg-de-l'Est, dans le district de Stuttgart.